# Sinclair Dumontais
Sinclair Dumontais est le pseudonyme de l'écrivain québécois François Mongeau, né en 1958 et décédé en 2019,. Il fonda en 1999 avec Paul Laurendeau le site Internet pré-Wiki Dialogus,, maintenant hors ligne, qui offrait une correspondance fictive avec certains auteurs célèbres ou fictifs. Son dernier recueil, Émotions, est publié à titre posthume en janvier 2020 . 

## Biographie
Né à Montréal en 1958, il étudie au Collège de L'Assomption en sciences humaines, puis la philosophie et la littérature à l'Université de Montréal, avant de gagner sa vie comme concepteur-rédacteur et conseiller en communications-marketing. Après avoir travaillé pour des agences de publicité et des studios de graphisme, il fut travailleur autonome.
Il a notamment écrit L'Empêcheur, publié en 2004 aux Éditions internationales Alain Stanké, Le parachute de Socrate, paru en 2004 chez Hurtubise HMH  et La double vie de Clara Onyx, paru en 2008 chez Septentrion.
En 2009, lui et Jérôme Lafond se voient décerner le Prix de prose de la Fondation lavalloise des lettres.

## Romans
- L'empêcheur raconte l'histoire d'un paléontologue d'une quarantaine d'années, Rémi Bastien, qui est le narrateur du roman. Enlevé par les membres d'une mystérieuse organisation, il apprend bientôt que cette dernière a quelque 2000 ans d'existence et qu'elle a pour mission de veiller sur un homme qui vit dans le coma depuis tout ce temps et qui serait le Christ. À son sujet, SDM (Services Documentaires Multimédias) émet la critique suivante : "Le récit est habilement mené, qui commence comme un roman policier pour prendre une dimension métaphysique et théologique. L'auteur ne cherche pas à apporter des réponses mais à amener le lecteur à se questionner sur l'idée même de Dieu: que changerait à nos vies la preuve de son inexistence ou de son existence? Un premier roman au ton direct, efficace, qui ne manque pas d'originalité."
- Le Parachute de Socrate constitue une virulente satire du monde moderne et du tout-à-l'économie qui prend la forme du discours qu'un conseiller en marketing tient au conseil d'administration d'une multinationale de la chaussure. La critique SDM s'avère, encore une fois, très positive : "Long soliloque, ce second roman est d'une remarquable économie de moyens et d'une belle efficacité dans sa dénonciation des mirages de l'argent et de la consommation. De la littérature engagée qui ne renonce pas pour autant aux plaisirs de l'écriture." Ce roman fut finaliste en 2004 pour le Prix des abonnés de la bibliothèque de Québec.
- La deuxième vie de Clara Onyx est racontée par des témoins. C'est l'histoire curieuse d'une chanteuse au succès phénoménal qui est assassinée pour réapparaître par la suite, inexplicablement. SDM la note comme suit : "Une bonne partie de l'intérêt de ce récit tient au procédé romanesque employé: une série d'entretiens avec des témoins dont seules les réponses sont fournies, les interventions de l'enquêteur étant remplacées par des points de suspension."

## Œuvres
- L'Empêcheur - roman (Les Éditions internationales Alain Stanké, 2004)
- Le Parachute de Socrate - roman (Hurtubise HMH, 2004) (Institut Nazareth et Louis-Braille, 2005, 199 ; 2 v. en braille abrégé complet)
- The Parachute - roman (Key Porter Books, 2005)
- Entretiens avec cinq écrivains - Simone de Beauvoir, Louis-Ferdinand Céline, Sacha Guitry, Antoine de Saint Exupéry et William Shakespeare (Hurtubise HMH, Collection Dialogus, 2004) (en collaboration)
- Entretiens avec trois couronnes - Napoléon Bonaparte, Louis XIV, l’impératrice Sissi (Hurtubise HMH, Collection Dialogus, 2004) (en collaboration)
- Entretiens avec trois hommes d’État contemporains - Maurice Duplessis, Charles de Gaulle, Yitzhak Rabin (Hurtubise HMH, Collection Dialogus, 2004) (en collaboration)
- Entretiens avec quatre philosophes - Socrate, Machiavel, Karl Marx et Friedrich Nietzsche (Hurtubise HMH, Collection Dialogus, 2005 (en collaboration)
- Entretiens avec trois géants de la chanson française - Léo Ferré, Georges Brassens et Jacques Brel (Hurtubise HMH, Collection Dialogus, 2005) (en collaboration)
- La deuxième vie de Clara Onyx - roman (Septentrion, Collection Hamac, 2008)
- Onze nouvelles, la onzième étant une nouvelle érotique pour que l’éditeur fasse ses frais (ÉLP Éditeur, 2010)
- Condamné à mots - roman (ÉLP Éditeur, 2012)
- Appel à témoins - roman (ÉLP éditeur, 2018)
- Émotions - recueil (ÉLP Éditeur, 2020) [1]